# قانون حماية المستهلك
في مجال السلطات التنظيمية التي توفر من أجل (شمول معظم أو كل الدول المتقدمة ذات الاقتصادات السوق الحر). حماية المستهلك هي مجموعة من القوانين والتنظيمات المصٌممة لضمان حقوق المستهلك وضمان التجارة العادلة، والمنافسة والمعلومات الدقيقة في السوق. تلك القوانين صُممت لمنع الأعمال التي تتعلق بالغش أو الممارسات غير العادلة للحصول على مزايا أكثر من المنافسين الآخرين. كما توفر حماية إضافية للفئات الأكثر ضعفاً في المجتمع. قوانين حماية المستهلك هي شكل من أشكال القوانين الحكومية التي تهدف لحماية حقوق المستهلكين. على سبيل المثال، قد تطلب الحكومة من الشركات كشف مفصل بالمعلومات عن المنتجات وخاصة في المناطق التي يعتبر بها السلامة والصحة العامة مشكلة، مثل الطعام.
ترتبط حماية المستهلك بفكرة حقوق المستهلك وتكوين منظمات المستهلك، التي تساعد المستهلكين لإتخاذ قرارات صحيحة في السوق والحصول على مساعدة بتقديم شكاوى المستهلك. المنظمات الأخرى التي تدعم حماية المستهلك تشمل المنظمات الحكومية ومنظمات التنظيم الذاتي للأعمال مثل هيئات ومنظمات حماية المستهلك، ديوان المظالم ولجنة التجارة الفيدرالية في أمريكا ومكاتب أفضل الأعمال في أمريكا وكندا وغيرهم.
يُعرف المستهلك بأنه شخص يحصل على سلع وخدمات للاستخدام المباشر أو الملكية بدلاً من إعادة بيعها أو استخدامها في الإنتاج والتصنيع.
كما يمكن حماية مصالح المستهلك من خلال تعزيز أو تشجيع المنافسة في الأسواق والتي تخدم المستهلكين بشكل مباشر أوغير مباشر، بما يتوافق مع الكفاءة الاقتصادية، ولكن يتم التعامل مع هذا الأمر بقانون المنافسة. كما يمكن التأكيد على حماية المستهلك بواسطة منظمات وأفراد غير حكومية مثل نشاط المستهلك.

## قانون حماية المستهلك
قانون حماية المستهلك أو قانون المستهلك يعد تابعاً للقانون العام الذي ينظم العلاقات القانونية الخاصة بين الفرد المستهلك وبين قطاع الأعمال الذي يبيع البضائع ويقدم الخدمات. وتغطي حماية المستهلك مجالاً واسعاً من المواضيع، بما فيها (دون حصر) مقاضاة المنتجات، حقوق الخصوصية، ممارسات تجارية غير عادلة، الاحتيال، سوء تعريف للمنتجات. وغير ذلك من تداخلات المستهلك/التاجر.
ويتعامل مع العلاقات المالية وخدمة سلامة المنتجات والعقود وتنظيم سداد الفواتير والتسعير ورد البضائع وغيرها. وقد تفرض قوانين حماية المستهلك وضع ملاحظات للمستهلك كالتنبيهات التي تعلن في كل أماكن تصليح السيارات في كاليفورنيا، وتتنوع القوانين الخاصة بالمستهلك فمنها قانون ممارسات سداد الديون العادلة Fair Debt Collection Practices Act في الولايات المتحدة' وقوانين مالية أخرى تتصل بالاعتمادات، وفي معظم الولايات يوجد مديرية شؤون المستهلك وتعمل على تنظيم بعض الصناعات وحماية المستهلكين المستخدمين لخدماتها. فمديرية شؤون المستهلك في كاليفورنيا تنظم 2.3 مليون مهني من 230 مهنة مختلفة عبر أربع'ين وحدة تتبع لها. كما تشج المستهلكين على العمل المباشر ومن أهم القوى الأهلية: شبكة عمل مستهلكي الخدمات Utility Consumers' Action Network، الاتحاد الفدرالي للمستهلك في كاليفورنيا Consumer Federation of California، وبيت خبرة حقوق الخصوصية.
أما الاتحاد الأوربي فقد أصدر العديد من القوانين التوجيهية التي تطلب من الدول الأعضاء تنظيم حماية المستهلك إلى مستوى معين. وأهمها القانون التوجيهي للممارسات التجارية غير العادلة Unfair Commercial Practices Directive والقوانين التوجيهية للشروط العقدية غير العادلة Unfair Contract Terms 93/13/EC وللتجارة الإلكترونية Electronic Commerce، ويوجد المفوض الأوربي لحماية المستهلك أما في ألمانيا فقد اعتمدت قوانين حماية مأخوذة وفقاً للقوانين التوجيهية للاتحاد الأوربي وقد ضم بعضها إلى مدونة القانون المدني الألماني.
وفي التاريخ الإسلامي عرف مبدأ حماية المستهلك عن طريق تحريم الغش ومتابعته في الأسواق (من غش فليس منا) كما حرمت التجارات والعقود التي قد تؤدي للممارسات غير عادلة (لا يبع بعضكم على بيع بعض) والعقود غير الواضحة النتائج (كبيع الثمر على الشجر قبل أن يبدو صلاحه) واعتمدت مبادئ منها إزالة الجهالة المفضية للتنازع من شروط العقد أو صفة البضاعة، كما عرفت حماية المستهلك على النطاق العملي الرسمي والشعبي بالحسبة، ووفق مبدأ الأمر بالمعروف والنهي عن المنكر.
أما الدول العربية المعاصرة فقد بدأت من قريب باعتماد الهيئات الحكومية والمنظمات الأهلية لحماية المستهلك وتتواجد في معظم البلاد العربية كدول الخليج ومصر وسورية والأردن ولبنان وغيرها. وقد نشأت في مصر بعض الانشطة الأهلية التي ترتبط بحماية المستهلك ومواجهة الغلاء والاستغلال والجشع، ومن أشهرها منتدى المستهلك المصري ويحرره المستهلكون بأنفسهم ويحاولون تنشيط حركة منظمة وموحدة للمستهلك المصري، بإحياء حركة تعاونية طبقا للمعايير العالمية وتعزيز الرقابة الشعبية على الأسواق، عن طريق شهادة جودة تمنحها منظمات وجمعيات حماية المستهلك للسلع والخدمات التي تلتزم بالجودة المناسبة والسعر العادل.
يمكن للحكومات ان تشرع قوانين خاصة ليعتمد عليها المستهلكين في تقييم البضائع المطروحة للأستهلاك ولتحقيق ذلك يجب أن تكون للسلع المعروضة مواصفات معلنة ومصرح بها من الجهات ذات العلاقة.
على الحكومة وجهاتها الرسمية كهيئات المواصفات والوزارت المختلفة وشبه الرسمية والجامعات متابعة المنتجات والتأكد من مطابقتها للمواصفات المعلنة وكذلك مطابقتها لبطاقة مكونات أو مواصفة السلعة المجهزة.
ويقع على المجتمع الأهلي واجب معرفة حقوقه ومتابعتها والدفاع عنها وإيجاد جمعيات أو هيئات مستقلة غير ربحية للمتابعة وطلب المقاضاة وتطبق الجزاء، ومن أهم فعاليتها توعية المستهلكين وتعريفهم بالمخاطر التي تحيط بهم.
من أهم الشخصيات التي انتهجت أسلوب الدفاع عن المستهلكين هو الشخصية الأمريكية العربية الجذور السيد رالف نادر اللبناني الأصل والذي تابع العديد من القضايا مع المنتجين أهمها حول السيارة لشركة شوفرلية المعروفة باسم كورفير.
توجد مشكلة في بعض بلدان العالم الثالث تتصل بالضعف الإداري وانتشار الفساد مما يؤدي لخداع المستهلكين وتجهيزهم بسلع غير مطابقة للمواصفات أو ذات أسعار لا تتناسب مع سعرها العالمي بحجج مختلفة سببها في الحقيقة الفساد الإداري أو الفساد المالي.

### أستراليا
في أستراليا تُعنى لجنة المنافسة والمستهلك الأسترالية أو وكالات الدولة الفردية لشؤون المستهلك بحماية حقوقه، وتكون الهيئة الأسترالية للأوراق المالية والاستثمارات مسؤولة عن تنظيم الخدمات المالية والمنتجات من أجل حماية المستهلك.

### نيجيريا
وبالنسبة لنيجيريا، تأخذ الحكومة على عاتقها واجب حماية شعبها من أي أذى قد يُلحق بصحتهم أثناء استخدام أو شراء ما يلبي حاجاتهم اليومية، وفي ظل ذلك أُنشئ المجلس النيجيري لحماية المستهلك بموجب قانون صادر عن البرلمان، وتحدد هدفه في حماية مصالح المستهلك وتعزيزها من خلال التثقيف حولها وتعليمها وفرضها فيما يخص جميع المنتجات والخدمات، أي أنه بالمختصر مفوّض بإزالة البضائع الخطرة وغير المحققة للمستوى المطلوب من الأسواق، بالإضافة إلى التدارك السريع لشكاوى المستهلكين واعتراضهم على الغش، والممارسات غير العادلة والاستغلال.

### الهند
أما في الهند يتضمن القانون مادة لحماية المستهلك صدرت عام 1986، وأُنشئت بموجبها منتديات منفصلة لتدارك خلافات المستهلك في كل منطقة على امتداد البلاد، حيث يتوجه المستهلك لتقديم شكواه على ورقة بسيطة وبرسوم رزمية للمحاكم، ومن ثم سينظر فيها الموظف المشرف على مستوى المنطقة، علماً أن الشكاوى يمكن أن تُقدم سواءً على بضاعة أو خدمة ما.
وتكون الإجراءات في هذه الهيئات التحكيمية أقل رسمية وأكثر لطفاً مع الناس نسبياً، كما أنها تستغرق زمناً أقصر لحسم خلاف لمستهلك ما، مقارنة مع السنوات التي يستغرقها القضاء الهندي التقليدي، وفي السنوات الأخيرة، أُقرّت بعض المنتديات الوطنية للمستهلك العديد من الأحكام الفعالة.
وتضع مادة العقد الهندي لعام 1872 الشروط التي توجب على طرفي العقد الالتزام القانوني بالوعود التي قدماها لبعضهما، بالإضافة إلى التدابير المتاحة أمام أحد الطرفين إذا فشل الآخر في الإيفاء بوعده، وتؤمن مادة بيع البضائع لعام 1930 بعض إجراءات الحماية للمشترين إذا لم تحقق البضائع المُشتراة الشروط والضمانات الواضحة والضمنية.
من جهة أخرى تؤمن مادة المحصول الزراعي لعام 1937 معايير تصنيفية للسلع الزراعية ومنتجات المواشي، وتحدد الشروط التي تحكم استخدام تلك المعايير، والعمليات المطلوبة لتصنيف المنتجات الزراعية، ووسمها وتعبئتها.

### تايوان
وبالنسبة لتايوان، تأثر القانون الجديث للبلاد كثيراً بأنظمة القانون المدني الأوروبية، وخصوصاً الألمانية والسويسرية منها، ويتضمن الدستور المدني في تايوان خمسة كتب؛ وهي المبادئ العامة، والواجبات، والحقوق، والعائلة، والميراث، ويؤمن الكتاب الثاني (كتاب الواجبات) القاعدة التي استقى منها المستهلكون إجراءات مسؤولية المنتجات قبل سَن قانون حماية المستهلك.
علماً أن قانون حماية المستهلك قد نُشر في الحادي عشر من يناير/كانون الثاني عام 1994، وهو يحمي بشكل نوعي مصالح وسلامة الزبائن المستخدمين للمنتجات أو الخدمات التي يقدمها التجاريون.
ولكن حسب ما أشارت له جمعية القانون والسياسية للبلدان المطلة على المحيط الهادي وغرفة التجارة الأمريكية، انتُقد القانون في دراسة نقدية عام 1997 أفادت أنه ورغم اتفاق العديد على أن نية قانون حماية المستهلك عادلة، تجب مخاطبة مشاكله المتعددة، مثل المصطلحات المبهمة، والتحيّز لمجموعات حماية المستهلك، والدفاع عن مسؤولية التعويض، وذلك قبل أن يصبح هذا القانون تشريعاً فعالاً سيحمي المستهلكين بحقّ.